# Saint John (Dominica)
Saint John ist ein Parish auf der Insel Dominica. Das Parish hat 6529 Einwohner auf einer Fläche von 59,0 km². Eine Sehenswürdigkeit des Parish ist der Cabrits National Park. Höchster Punkt ist der 861 Meter hohe Morne aux Diables. Der Rio Picard, ein Hauptfluss Dominicas, fließt und mündet im Parish.

## Orte
- Glanvillia
- Portsmouth